# سد مانیوچی
سد مانیوچی (به لاتین: Manyuchi Dam) یک سد در زیمبابوه است که در Mwenezi, Masvingo واقع شده‌است.